# Podlëdnaja Dolina Bugaeva
Podlëdnaja Dolina Bugaeva (englische Transkription von russisch Подлёдная Долина Бугаева Podljodnaja Dolina Bugajewa, deutsch ‚Vereistes Bugajewtal‘) ist ein Tal im ostantarktischen Enderbyland. Es liegt nordöstlich des Lütke-Nunataks und östlich der Scott Mountains.
Russische Wissenschaftler benannten das Tal. Der weitere Benennungshintergrund ist nicht überliefert.